# Балканско изложение в Лондон
Балканското изложение представя България, Сърбия и Черна гора в Лондон през 1907 г.
Изложението е осъществено от лондонската компания за изложения в Ърлс Корт. Организатор е търговският синдикат, сформиран от родения в Унгария шоумен Имре Киралфи и негови бизнес партньори. Харолд Хартли, управляващият директор на компанията има опит в рекламата, многоконтакти в рекламния бизнес и в света на изкуството.
Идеята за изложение на Балканските държави е на „Балканския изпълнителен комитет“, който се състои от англичани, запознати с Балканите. Използват я като средство за привличане на общественото внимание към региона и противодействие на отрицателния образ, изграден за Балканите в медийното пространство. Комитетът е основан през 1903 г. от либералите Джеймс Брайс и Ноел Бъкстон, за да окаже натиск върху правителството за намеса в делата на региона и да спомогне за освобождаване на балканските народи от турска власт. Сред членовете на комитета са включени представители на парламента, журналисти, самостоятелно назначените експерти.
Харолд Хартли е главен изпълнителен директор. Акцентът на изложението е „селото“. Хартли се среща с цар Фердинанд в София. В дух на федерализъм комитетът кани Гърция и Румъния, но те не се включват. Сръбският отдел включва творби от Националния музей, тютюнева фабрика, етнографски материали, селскостопански експонати, занаяти и подробно представяне на минерални ресурси. Представени са сръбски и български селски къщи, джамия, мандра и солна мина.